# Albert Rénier
Pour les articles homonymes, voir Rénier.
Albert René Rénier est un footballeur français né le 8 mai 1896 au Havre, commune où il est mort le 5 avril 1948. Il évolue au poste d'attaquant.

## Carrière
Il joue pendant toute sa carrière dans le club du Havre Athletic Club. Avec son club, il arrive en finale de la Coupe de France 1919-1920 après avoir battu l'AS Cannes après prolongation en demi-finale. Albert Rénier ne peut disputer la finale et son club s'incline face au Cercle athlétique de Paris sur le score de 2-1.
Il compte quatre sélections en équipe de France de football entre 1920 et 1924 et inscrit un but lors de la victoire de la France contre la Belgique 2-0 le 13 janvier 1924 au stade Buffalo : il marque le deuxième but français d'une tête plongeante en reprenant un centre de Gérard Isbecque.
En 1933, Albert Rénier revient au HAC, mais cette fois c'est avec la casquette d'entraîneur que cet ex-grand attaquant reprend du service pour une courte collaboration d'un an. Il reste cependant le premier entraîneur d'une équipe professionnelle du HAC puisque c'est cette année là que le HAC adopta ce statut pour la première fois.